# Staré Město pod Landštejnem
Staré Město pod Landštejnem (in tedesco Altstadt) è un comune della Repubblica Ceca facente parte del distretto di Jindřichův Hradec, in Boemia Meridionale.